# Загородній Василь Іванович
Василь Іванович Загородній (16 вересня 1921, село Велика Березянка, тепер Таращанського району Київської області — 21 листопада 2002, місто Київ) — український радянський партійний діяч, ректор Київського інституту народного господарства, ректор Вищої партійної школи при ЦК КПУ. Депутат Верховної Ради УРСР 9-го скликання. Член ЦК КПУ в 1976—1981 роках. Доктор економічних наук (1968), професор (1970).

## Біографія
У 1940 році закінчив металургійний технікум.
У 1940—1946 роках — у Червоній армії. Учасник німецько-радянської війни.
Член ВКП(б) з 1944 року.
З 1946 року — відповідальний організатор, заступник завідувача відділу ЦК ЛКСМ України.
У 1953 році закінчив Вищу партійну школу при ЦК КПУ.
У 1953—1961 роках — викладач, старший викладач, секретар партійного комітету, декан факультету Вищої партійної школи при ЦК КПУ. У 1957 році захистив кандидатську дисертацію. У 1961—1965 роках — проректор із заочного навчання, у 1965—1970 роках — завідувач кафедри політичної економії Вищої партійної школи при ЦК КПУ.
У лютому 1970 — березні 1973 року — ректор Київського інституту народного господарства імені Коротченка.
У 1973—1979 роках — ректор Вищої партійної школи при ЦК КПУ.
У 1979—1991 роках — професор кафедри політичної економії Вищої партійної школи при ЦК КПУ.
Потім — на пенсії в місті Києві.

## Нагороди
- орден Вітчизняної війни ІІ ст. (6.04.1985)
- орден «Знак Пошани» (15.09.1961)
- ордени
- медалі
- лауреат Державної премії Української РСР у галузі науки і техніки (1985)